# کتاب المرشد
المرشد او الفصول، کتابی از محمد زکریای رازی  در زمینهٔ پزشکی است.
این کتاب که از معتبرترین کتاب‌های رازی به شمار می‌آید به الفصول فی‌الطب نیز معروف است و از جمله کتاب‌هایی است که در قدیم برای آموختن طب از آن بهره می‌بردند. بقراط در علم طب کتابی دارد که فصول بقراط نامیده می‌شود و پس از او توسط جالینوس و دیگر دانشمندان در تمدن اسلامی گسترش یافت. رازی نیز در کتاب المرشد، کتاب فصول بقراط را دنبال کرده‌است. رازی در ابتدای کتاب مرشد می‌گوید: «چون کتاب بقراط را از نظر نظم و تفصیل برای طالبین طب و معلمین مشکل دیدم، از این‌جهت بر آن شدم که این کتاب را تنظیم کنم که مدخل در صناعت طب شود و طریق آسانی برای شاگردان باشد» این کتاب مشتمل بر بیست و نه فصل می‌باشد و در باب اعضاء بدن، مزاج‌ها، خواب، احتیاج به غذا، بیماری‌ها و سبب آن‌ها، نبض و تنفس و تب‌ها است.

### تصحیح و چاپ
این کتاب در سال ۱۳۸۴ با ترجمه دکتر محمدابراهیم ذاکر و همت مرکز تحقیقات اخلاق و تاریخ پزشکی دانشگاه علوم پزشکی تهران توسط انتشارات دانشگاه علوم پزشکی تهران چاپ و منتشر شده است.